# Municipio de Pleasant (condado de Appanoose)
El municipio de Pleasant (en inglés: Pleasant Township) es uno de los diecisiete municipios ubicados en el condado de Appanoose en el estado estadounidense de Iowa. En el año 2000 el municipio tenía una población de 837 habitantes y una densidad poblacional de 8,3 personas por km². Además, en su territorio contiene una ciudad, Cincinnati.

## Geografía
El municipio de Pleasant se encuentra ubicado en las coordenadas 40°37′58″N 92°55′32″O / 40.63278, -92.92556.